# Andrej Vikulovič Chudobin
Andrej Vikulovič Chudobin, in russo Андрей Викулович Худобин? (1797 (?) – 1828/1829), è stato un militare, esploratore idrografo russo.
Viceammiraglio della marina imperiale russa, aderi' alla Compagnia russo-americana e fu governatore dell'America russa ed esploro' l'Alaska.
Chudobin ha circumnavigato due volte il globo. Nel 1819, a 22 anni, sullo sloop "Открытие" (Scoperta), e negli anni 1826-1829 sullo sloop "Moller", prendendo parte al rilevamento della costa settentrionale della penisola di Alaska e delle isole adiacenti. Ha dato il suo nome alle isole Kudobin. Morì alla fine del 1828 o all'inizio del 1829 sulla via del ritorno a Kronštadt.